# 梅津泰臣
梅津 泰臣（うめつ やすおみ、1960年12月19日 - ）は、日本の男性アニメーター、キャラクターデザイナー、アニメ演出家・監督、原作者、脚本家。福島県郡山市出身。血液型A型。

## 来歴
幼少の頃から絵が好きで、将来は漫画家志望だった。
大学浪人後にアニメーターを志して上京し、千代田工科芸術専門学校へ入学する。当時はアニメ業界で生活していく覚悟は無く、漫画科の生徒と交流する中で漫画の面白さにも関心があった。漫画家としての夢は、20代の時に講談社で短編漫画を描いた際、自分には向いていないとして諦めている。
専門学校卒業間近になっても就職先が決まっていなかった。学科担当の先生の紹介で、卒業後は土田プロダクションへ入社する。しかし、同社の絵柄が自分に合わないと感じて同業他社の仕事をしていたところ、社内で吊し上げに遭った。自身でも限界を感じたため、1 - 2ヶ月で退社。
その直後に東映動画へ入社。須田正己から原画の描き方や動きのメリハリなどを教わる。初めは動画を担当していたが、『わが青春のアルカディア』（1982年）で動画チェッカー、アメリカとの合作『スパイダーマン』（1981年）で第二原画となり、『ストップ!! ひばりくん!』（1983年）の第9話「すずめのボーイフレンド」で初めて作画監督に抜擢されるなど、若手ながら頭角を現していった。だが、年功序列を重んじる職人気質な社風であったため、先輩達から妬まれて居心地が悪くなってしまう。また『幻魔大戦』の原画に参加したかったため、マッドハウスへ移籍した。マッドハウスでは川尻善昭に、パースやアイレベルを意識的に考えて捉えるレイアウトの取り方を教わった。
1984年に川尻善昭チーフの下で手がけた『SF新世紀レンズマン』の担当シーンが業界内で注目を浴び、1985年の『機動戦士Ζガンダム』オープニングアニメーション、初めてキャラクターデザインを担当した1986年の『メガゾーン23/PartII 秘密く・だ・さ・い』により、アニメファンにも名を知られる人気アニメーターとなる。翌1987年のオムニバスOVA『ロボットカーニバル』内の「プレゼンス」で、監督デビューを果たす。
その後、自らアニメーション企画を立ち上げるようになり、原作、脚本、監督も担当するようになる。1998年には企画から関わったアダルトアニメ『A KITE』が、国内以外にハリウッドでも多大な支持を得る。映画監督のロブ・コーエンからも高評されており、彼は自身の息子からこの作品を知ったという。その後、2000年には『MEZZO FORTE』、2004年には『MEZZO -メゾ-』、2008年には『KITE LIBERATOR』を発表する。2009年時点では数本の企画を考えており、特に4 - 5年かけてシナリオを完成させた『キス・アンド・クライ』というアニメ映画企画の映像化を構想している。やがて、2013年には『ガリレイドンナ』、2014年には『ウィザード・バリスターズ 弁魔士セシル』を発表する。
2022年現在でもフリーランスとして活躍する一方、2006年からは後輩アニメーターの誘いに応じて本格的に同人活動を開始しており、同人サークル「しし座流星軍」を主催している。

## 人物
自画像は蝶ネクタイを着けたウサギ。
小学校高学年でタツノコプロのアニメを見て以来、そのファンとなる。そもそもアニメーターを志した理由は、タツノコプロの絵が社長の吉田竜夫の死後に変化していったため、自分でタツノコプロの昔の絵を描こうと思ったとのこと。浪人生時代にはアニメ雑誌「アニメージュ」へ投稿イラストを投稿して佳作入選しており、1990年代にかねてやってみたいと語っていた『科学忍者隊ガッチャマン』、『新造人間キャシャーン』、『破裏拳ポリマー』などがOVAでリメイクされた際には、キャラクターデザインと作画監督を務めている。他のアニメでは『スーパージェッター』、『海底少年マリン』、『トムとジェリー』などを小学校低学年の時に見て、影響を受けている。
小学生の時は手塚治虫の漫画を読んでおり、彼の描く特有の女性の柔らかさに性的に魅力を感じていた。しかし、親からは手塚の描いた女性像が教育上良くないと認識されたらしく、彼の漫画が掲載されていた週刊誌を取り上げられて捨てられたことがあり、性的な絵の発見は手塚が発端だと述べている。他に川崎のぼる、永井豪、赤塚不二夫、藤子不二雄の漫画の影響もあり、当時は一生懸命に描いていたため、「今でも描ける」とのことである。
その他、専門学校時代にはアニメーターの杉野昭夫、少女漫画の牧野和子、岩館真理子、大島弓子、そして映画監督のロブ・コーエン、クエンティン・タランティーノのファンであるとのこと。
尊敬するアニメーターとしてうつのみや理の名を挙げており、マッドハウス時代は一緒に食事に行ったり、卓球をしたりとよく遊んでいたという。
友人がエキストラの仕事をしていた時に自身も何回か同行したことがあり、1982年公開の映画『爆裂都市 BURST CITY』には暴走族役でエキストラ出演している。
ハリウッドの映画関係者からも高評を受けており、前述したコーエンやタランティーノのほか、『A KITE』の実写版『KITE』の監督を当初務めていたデヴィッド・エリスも、梅津のファンであることを生前に公言していた。

## OPやEDについて
後述する各作品の本編へ参加することのほか、独特のオープニングアニメーション (OP) やエンディングアニメーション (ED) を制作することでも知られている。
制作期間はOP1本につき2 - 3か月をかけ、そのためだけに集められるスタッフもいるそうである。EDは遊んでも良いが、OPは作品の顔なので3週間ぐらいかけて資料を読み、主題歌も100回ぐらい聴いてイメージができたら、絵コンテに入る。作画にも関わる際には自分のカラーを出しすぎないよう、本編のキャラクターデザイナーに作画監督として入ってもらうこともある。OP内でダンスが描かれることもあるが、その際には誰かにイメージを伝えたうえで踊ってもらい、それを撮ったビデオを参考に作画している。イメージが浮かばない場合、片っぱしから映像や雑誌を見てヒントを探している。
OPは作品エッセンスの凝縮なので、自分自身のインスピレーションと実験性を試したく、常に新しいことをやりたいが、スタッフクレジットやメインタイトルを映す際には放送局ごとに秒単位で制約があるので、その点も考慮しなければいけないという。梅津自身には多くのOPの仕事が入ってくる理由がわからないが、原作者の希望で依頼されることもあるうえ、プロデューサーや監督、制作からの依頼が多いそうである。自分の担当したOPをいきなり言い当てられることは悔しく、後から驚いてもらえると嬉しいし、それが理想だという。OPの仕事を通じて出会った新しく優秀な人材は、所属スタジオに迷惑をかけない範囲で、次の自分の監督作に参加してほしいと思っている。

## 逸話
OVA『メガゾーン23/PartII 秘密く・だ・さ・い』では、最初は暴走族のキャラクターをデザインするように依頼されたが、初めてオリジナルキャラを手掛けることを楽しく感じた梅津は、主人公側までデザインした。そのスケッチをAIC社長の三浦亨と板野一郎に見せたところ、全てのキャラクターを梅津の絵柄にすることに決まってしまった経緯がある。そのため、前作『メガゾーン23/PartI』でキャラクターデザインを担当した平野俊弘（現：平野俊貴）に、絵柄を変更することの事前説明と合わせて謝りに行くことになった。なお、『メガゾーン23/PartII』では作画監督も担当したが、キャラ崩れのまま劇場公開されたりパッケージ化されてしまい、職務を納得できる形で達成できずに悔しかったという。北久保弘之からオムニバスOVA『ロボットカーニバル』に誘われた時は、その時の雪辱戦という意味も込めても監督として参加することを決めた。
スタジオジブリ作品では、『火垂るの墓』に原画として参加。節子が亡くなったあとの部屋でレコードが回っているシーンを担当した。監督だった高畑勲はレコードの回転数にこだわっていたため、「地味ながら大変な作画でした」と後年語る。その後『おもひでぽろぽろ』でも原画の依頼があったもののスケジュールの都合がつかず参加を断念。その替わりとして『紅の豚』への参加を打診されるも、宮崎駿作品は観客として見ていたいという思いと、ジブリ作品に参加している知人から内情を聞いていたことで及び腰になってしまい、参加を辞退した。

## 参加作品

### テレビアニメ
- タイガーマスク二世（動画）
- わが青春のアルカディア 無限軌道SSX（原画）
- GALACTIC PATROL レンズマン（ゲストキャラクターデザイン、第5・6話作画監督、原画）
- スパイダーマン（動画チェック） ※合作作品
- ストップ!! ひばりくん!（作画監督、アイキャッチ作画）
- G.I.ジョー（原画）
- 機動戦士Ζガンダム（OP・EDアニメーション）
- エルフェンリート（原画）
- トリニティ・ブラッド（第8話作画監督）
- 最遊記RELOAD GUNLOCK（八戒の文字）
- BECK（作画監督、原画）
- BLEACH（原画）
- シュガシュガルーン（原画）
- N・H・Kにようこそ!（OPアニメーション原画）
- MEZZO -メゾ-（原作、キャラクターデザイン、脚本、作画監督、監督）
- 女子高生 GIRL'S HIGH（ED〈絵コンテ、演出、作画監督、原画〉）
- ひまわりっ!!（原画）
- 一騎当千 Dragon Destiny（原画）
- 一騎当千 Great Guardians（ED〈絵コンテ、作画〉）
- 魔法遣いに大切なこと 〜夏のソラ〜（OPアニメーション作画）
- ヒャッコ（原画）
- かんなぎ（原画）
- キャシャーン Sins（原画）
- クイーンズブレイド 流浪の戦士（原画）
- PandoraHearts（原画）
- 戦場のヴァルキュリア（第2期OP〈絵コンテ、演出、作画監督〉）
- 東京マグニチュード8.0（原画）
- テガミバチ（OPアニメーション原画）
- ソ・ラ・ノ・ヲ・ト（原画）
- 書家（原画）
- WORKING!!（原画）
- おおきく振りかぶって 〜夏の大会編〜（OP第二原画）
- テガミバチ REVERSE（ED〈絵コンテ、演出、作画監督、原画〉）
- それでも町は廻っている（OP〈OPディレクター、絵コンテ、演出、作画監督、原画〉）
- べるぜバブ（OP1〈原画〉、ED2〈絵コンテ、演出、作画監督〉）
- フラクタル（原画）
- 魔法少女まどか☆マギカ（原画）
- 青の祓魔師（原画）
- BLOOD-C（OPアニメーション絵コンテ、演出、原画）
- THE IDOLM@STER（原画）
- NO.6（原画）
- WORKING'!!（EDアニメーション原画）
- はぐれ勇者の鬼畜美学（OPアニメーション原画）
- CODE:BREAKER（OPアニメーション原画）
- 絶園のテンペスト（EDアニメーション原画）
- まおゆう魔王勇者（OPアニメーション原画）
- ガリレイドンナ（原案、監督、絵コンテ、演出、演出協力）[12]
- ウィザード・バリスターズ 弁魔士セシル（原案、監督、キャラクターデザイン、シリーズ構成、絵コンテ、演出、総作画監督、原画、OP〈絵コンテ、演出、作画監督、原画〉、ED〈絵コンテ、演出、作画監督〉）
- 幸腹グラフィティ（OP〈ディレクター、絵コンテ、演出〉）
- SHIROBAKO（OPアニメーション原画）
- ISUCA（ED〈絵コンテ、演出、原画〉）
- ガンスリンガー ストラトス（ED〈絵コンテ、演出、原画〉）
- 終わりのセラフ（OPディレクター）
- GANGSTA.（ED〈絵コンテ、演出、原画〉）
- Dimension W（OP〈絵コンテ、演出、作画監督〉）
- 文豪ストレイドッグス（ED〈絵コンテ、演出、作画監督、原画〉）
- ハイスクール・フリート（OPアニメーション原画）
- 双星の陰陽師（OP〈絵コンテ、演出、作画監督〉）
- 刀剣乱舞-花丸-（OP〈絵コンテ、演出、作画監督、原画〉）
- エルドライブ【ēlDLIVE】（ED〈絵コンテ、演出、作画監督、原画〉）
- DYNAMIC CHORD（キャラクターデザイン）
- 刻刻（キャラクター原案、ED〈絵コンテ、演出、原画〉）
- マギアレコード 魔法少女まどか☆マギカ外伝（原画）
- 美少年探偵団（OP〈絵コンテ、演出、監督〉）
- マギアレコード 魔法少女まどか☆マギカ外伝 Final SEASON -浅き夢の暁-（原画）
- 女神のカフェテラス（原画）

### 劇場アニメ
- わが青春のアルカディア（動画チェッカー）
- 幻魔大戦（原画）
- SF新世紀レンズマン（原画）
- AKIRA（原画）
- カムイの剣（原画）
- 時空の旅人（原画）
- ルパン三世 DEAD OR ALIVE（原画）
- 火垂るの墓（原画）
- 綿の国星（作画監督補佐、原画）
- 機動戦士ガンダム 逆襲のシャア（原画）
- はだしのゲン（原画）
- ダークサイド・ブルース（原画）
- スプリガン（原画）
- 風の名はアムネジア（原画）
- 劇場版“文学少女”（原画）
- 劇場版 BLOOD-C The Last Dark（原画）
- 劇場版 魔法少女まどか☆マギカ（OPアニメーション原画）
- 傷物語〈I 鉄血篇〉（原画）
- 傷物語〈III 冷血篇〉（原画）
- 打ち上げ花火、下から見るか? 横から見るか?（原画）
- ヴァージン・パンク（原作、監督、キャラクターデザイン）

### 一般OVA
- メガゾーン23（原画）
- メガゾーン23/PartII 秘密く・だ・さ・い（キャラクターデザイン、総作画監督、原画）
- LILY-C.A.T.（キャラクターデザイン）
- JUNK BOY（エンディング作画）
- アウトランダーズ（原画）
- クレオパトラD.C.（原画）
- デビルマン 妖鳥死麗濡編（原画）
- THE八犬伝（原画）
- 魍魎戦記MADARA（原画）
- 装甲巨神Zナイト 販促ビデオ（キャラクターデザイン、人物作画監督、原画）
- エンゼルコップ（第1話作画監督、原画）
- ドッグ・ソルジャー（原画）
- 英雄凱伝モザイカ（原画）
- それゆけ!宇宙戦艦ヤマモト・ヨーコ（原画）
- 夢枕獏 とわいらいと劇場 「夢蜉蝣」（キャラクターデザイン、総作画監督、原画）
- 幻想叙譚エルシア（キャラクターデザイン、作画監督、原画）
- キャシャーン（キャラクターデザイン、総作画監督、第1話・第2話・第4話作画監督、原画）
- 天使なんかじゃない（キャラクターデザイン）
- GATCHAMAN（ガッチャマン）（キャラクターデザイン、作画監督）
- 新破裏拳ポリマー（キャラクターデザイン、キャラクター作画監督、原画、エンディング絵コンテ・原画）
- 変（キャラクターデザイン）
- KI・ME・RA（キャラクターデザイン、作画監督）
- ナコルル 〜あのひとからのおくりもの〜 郷里之畏友編（キャラクターデザイン）
- ロボットカーニバル プレゼンス（監督、脚本、キャラクターデザイン、作画監督）
- I"s Pure（原画）
- R.O.D -READ OR DIE-（原画）
- KITE LIBERATOR（原作、監督、脚本、絵コンテ、演出、キャラクターデザイン、作画監督）
- DOGS/BULLETS&CARNAGE（OP・EDアニメーション原画）
- Dante’s Inferno An Animated Epic（監督）
- 一騎当千 集鍔闘士血風録（原画）
- 英雄伝説 空の軌跡 THE ANIMATION（OP2原画）

### 18禁OVA
- ANGEL（原画）
- 真・超神伝説うろつき童子 魔胎伝（原画）
- YELLOW STAR（キャラクターデザイン、絵コンテ ※原作・脚本の芥川倒木は梅津のPNと思われる）
- A KITE （原作、キャラクターデザイン、脚本、監督）
- MEZZO FORTE（原作、キャラクターデザイン、脚本、作画監督、監督）

### ゲーム
- 魂斗羅 ザ・ハードコア（キャラクターイラスト）
- 悪魔城ドラキュラ黙示録（キャラクターデザイン）
- 東京ダンジョン（キャラクターデザイン、アニメパート作画）
- July（キャラクターデザイン）
- 真・女神転生 NINE（キャラクターデザイン）
- ダンテズ・インフェルノ 〜神曲 地獄篇〜（アニメパート監督）
- ゼノブレイド2（レアブレイド「メイ」のキャラクターデザイン）

### その他
- TM NETWORK『BEYOND THE TIME (メビウスの宇宙を越えて)』（ジャケットイラスト）
- 音屋吉右衛門『UNDERCOVER 〜タツノコソングス〜』（ジャケットイラスト）
- 小説『キャシャーン』（表紙イラスト、挿絵）
- 小説『科学忍者隊ガッチャマン』（表紙イラスト、挿絵）
- ドラマCD『ぱる高演劇部』（ジャケットイラスト）
- 画集『りんしん visual art works 凛』（ゲストイラスト）[13]

## 連載
- イラストコラム「AM PARADISE」『アニメージュ』（不定期連載）
- 『KITE LIBERATOR』（原作、作画：小宮利公、『コミックヴァルキリー』Vol.8 - 13。）
単行本全1巻。 ISBN 978-4860326418 2008年9月30日初版発行。

## 画集
- 梅津泰臣 ARTWORKS クジューク 
ISBN 978-4845820283 1999年12月初版発行。
- 梅津泰臣 visual art works BORDERLESS
ISBN 978-4775307571 2009年10月14日初版発行。